# Aeroportul Longreach
Aeroportul Longreach (IATA: LRE, ICAO: YLRE) este un aeroport din Queensland, Australia ce deservește zona Longreach Powerhouse⁠(d). Aeroportul a fost tranzitat în 2022 de 38.619 pasageri.
Situat la o altitudine de 192 m, aeroportul dispune de o singură pistă. Este operat de Shire of Longreach⁠(d).